# Literatura española en el exilio
La literatura española en el exilio hace referencia a la producción literaria de los escritores españoles que se exiliaron a consecuencia de la Guerra Civil Española. Aunque se cree habitualmente que muchas veces las temáticas giran en torno a España, la nostalgia, y la guerra civil, no son las únicas, albergando también obras de carácter existencialista, erótico, de ciencia ficción, de aprendizaje, histórico, etc. 
Entre los escritores españoles en el exilio se destacan Ramón J. Sender, Max Aub, Manuel Andújar, Francisco Ayala y Rosa Chacel. Los escritos en la década del treinta presentaban un énfasis en la rehumanización y el compromiso con las causas sociales, y es en este sentido que se enmarca la producción de los exiliados, muchos de ellos comprometidos con la República.
El exilio es una analogía perfecta para la escritura y su incapacidad para la representación y el significado completos y prístinos: la distancia inevitable entre signo y referente. Los textos de los exiliados españoles de mediados del siglo XX se centran principalmente en las causas de la diáspora, y los ejemplos de los exiliados parecen enterrados por las dificultades del desplazamiento. Estas dos categorías se centran o quedan paralizadas dentro del trauma de la Guerra Civil Española y la expulsión del país. Por otro lado, las muestras de supraexiliados aparecen enmarcadas por una búsqueda trascendental, mientras que la literatura intraexiliar intenta poner la expulsión en perspectiva en una búsqueda equilibrada, formal y significativa e intenta superar la tragedia del exilio. El exilio no es solo una categoría histórica sino una percepción ceremonial y epistemológica de la realidad inalcanzable. El teatro de Fernando Arrabal había cambiado el significado de exilio al exilio de significado, como un signo de identidad decisivo para la cultura interexiliado española aún desconocida a mediados del siglo XX.